# Asplenium adnatum
Asplenium adnatum är en svartbräkenväxtart som beskrevs av Edwin Bingham Copeland. Asplenium adnatum ingår i släktet Asplenium och familjen Aspleniaceae. Inga underarter finns listade.